# یوتی‌سی ۵:۳۰+

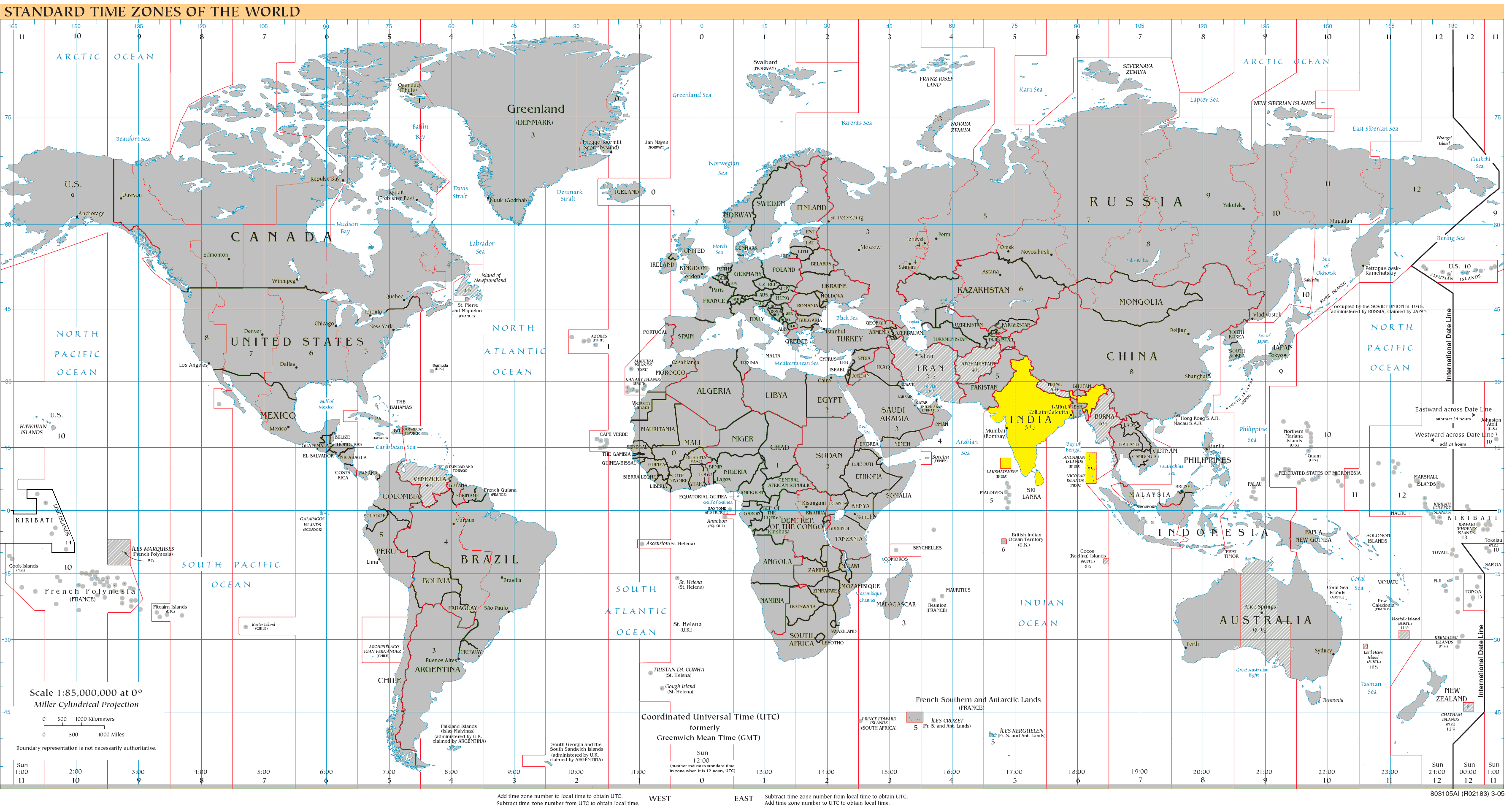
گرینویچ+۵:۳۰: آبی (دسامبر)، نارنجی (ژوئن)، زرد (در تمام طول سال)، آبی روشن - مناطق دریایی

هم‌اکنون زمان‌بندی گرینویچ به علاوه ۵:۳۰ (به انگلیسی: UTC+5:30).

## به عنوان زمان استاندارد (در تمام طول سال)
- هند
- سری‌لانکا